# Slaga (berg i Island)
Slaga är ett berg i republiken Island. Det ligger i regionen Austurland, 250 km öster om huvudstaden Reykjavík. Toppen på Slaga är 420 meter över havet.
Trakten runt Slaga är nära nog obefolkad, med mindre än två invånare per kvadratkilometer. Det finns inga samhällen i närheten. Trakten runt Slaga består i huvudsak av gräsmarker.